# برايان جونسون (منافس ألعاب قوى)
برايان جونسون (بالإنجليزية: Brian Johnson)‏ هو منافس ألعاب قوى أمريكي، ولد في 5 مارس 1980 في ايوا في الولايات المتحدة.

## وصلات خارجية
- برايان جونسون على موقع الاتحاد الدولي لألعاب القوى (الإنجليزية)
- برايان جونسون على موقع اللجنة الأولمبية الدولية (الإنجليزية)
- برايان جونسون على موقع أوليمبيديا (الإنجليزية)
- برايان جونسون على موقع اللجنة الأولمبية والبارالمبية الأمريكية (الإنجليزية)